# Мельникайте Марія Іозівна
Марія Іозівна Мельника́йте (нар. 18 березня 1923 — 13 липня 1943) — литовська радянська підпільниця у роки німецько-радянської війни. Герой Радянського Союзу (1944, посмертно).

## Життєпис
Народилась в місті Зарасай у Литві в робітничій родині. Литовка. З дитинства батрачила.
За пактом Молотова-Рібентропа між Німеччиною і СРСР, територія Литви, на відміну від інших балтійських країн, передбачалось, окупує Німеччина, проте зрештою її у 1939 році таки заполює СРСР, поступившись Німеччині кількома воєводствами у Польщі.
Марія Мельникайте активно «включилась в роботу по укріпленню радянської влади».
З початком німецько-радянської війни евакуювалась до Тюмені, працювала на заводі «Механік».
В діючій армії з 1942 року. Закінчила спецшколу і з травня 1943 року працювала в тилу ворога. Була секретарем Зарасайського підпільного повітового комітету комсомолу Литви, брала участь у діях партизанського загону імені Кестутіса. У липні 1943 року, була важко поранена і захоплена в полон після підриву ворожого ешелону біля залізничної станції Дукштас (нині місто). Після допиту була страчена 13 липня 1943 року.
Похована на березі озера Зарас біля міста Зарасай.

## Вшанування пам'яті
22 березня 1944 року М. Мельникайте посмертно присвоєно звання Героя Радянського Союзу.
За радянського періоду на її честь були встановлені пам'ятники у містах Зарасай та Друскінінкай. Встановлена навіть меморіальна дошка на будівлі станкобудівного заводу в Тюмені.
Ім'ям Марії Мельникайте були названі заводи, фабрики, колгоспи, школи, вулиці, піонерські дружини. У м. Зарасай було створено дім-музей.